# 黒木村
黒木村（くろぎむら）は、島根県知夫郡にあった村。現在の西ノ島町の大字浦郷を除く区域（西ノ島の東部分）にあたる。

## 地理
- 海洋：日本海、船引運河
- 島嶼：西ノ島の東部分、黒島、別府立島、星神島、冠島
- 山岳：焼火山、高崎山

## 歴史
- 1904年（明治37年）5月1日 - 島根県隠岐国ニ於ケル町村ノ制度ニ関スル件の施行により、知夫郡美田村・別府村・宇賀村の区域をもって成立。
- 1957年（昭和32年）2月11日 - 浦郷町と新設合併して西ノ島町が発足。同日黒木村廃止。